# Уран-свинцовый метод
Ура́н-свинцо́вый ме́тод — один из видов радиоизотопного датирования. Применим к геологическим объектам, содержащим уран, и основан на определении того, какая его доля успела распасться за время существования объекта (с момента кристаллизации минералов в нём). Используются два изотопа урана, цепочки распада которых кончаются разными изотопами свинца; это сильно повышает надёжность результатов.
Данный метод — один из самых старых и хорошо разработанных способов радиоизотопного датирования и, при хорошем исполнении, — самый надёжный метод для объектов возрастом в сотни миллионов лет. Для одного из его вариантов средняя погрешность результатов из самых цитируемых статей к 2010 году достигла 0,2 %, а некоторые лаборатории получают и значительно меньшую. Датировать можно и образцы, близкие по возрасту к Земле, и образцы младше 1 млн лет. Большая надёжность и точность достигаются благодаря использованию данных по двум цепочкам распада и благодаря некоторым свойствам циркона — минерала, обычно применяемого для уран-свинцовых датировок. Этот метод считается «золотым стандартом» геохронологии.
Используются следующие превращения изотопов:
238U → 206Pb с периодом полураспада 4,4683 ± 0,0024 млрд лет (ряд радия — см. Радиоактивные ряды),
235U → 207Pb с периодом полураспада 0,70381 ± 0,00048 млрд лет (ряд актиния).
Иногда в дополнение к ним используют распад тория-232 (уран-торий-свинцовый метод):
232Th → 208Pb с периодом полураспада 14,0 млрд лет (ряд тория).
Все эти превращения идут во много стадий, но промежуточные нуклиды распадаются намного быстрее материнских.
Периоды полураспада 235U и 238U определены точнее, чем для всех остальных используемых в геохронологии изотопов. Но при самых точных исследованиях погрешность периодов полураспада выходит на первое место среди источников ошибок.
Распад урана создаёт возможность определять возраст и другими способами:
- по изотопам одного только свинца, без учёта урана (свинец-свинцовый метод);
- по трекам от деления урана-238[10];
- по урану, торию и гелию[11];
- по урану и промежуточным продуктам его распада (234U, 230Th, 231Pa, 226Ra, 210Pb, 210Po; только в пределах миллиона лет)[12][6][13].

## История
К идее определения возраста горных пород на основе распада урана пришёл Эрнест Резерфорд в начале XX века. Тогда ещё не было известно, что в этом процессе образуется свинец, и первые попытки датирования основывались на количестве другого продукта распада урана — гелия. Первую уран-гелиевую (и радиоизотопную вообще) оценку возраста Резерфорд озвучил на лекции в 1904 году.
В 1905 году Бертрам Болтвуд заподозрил, что из урана образуется ещё и свинец, а Эрнест Резерфорд отметил, что датировки по нему должны быть точнее, чем по гелию, легко покидающему породы. В 1907 году Болтвуд сделал оценку постоянной распада урана, определил отношение концентраций свинца и урана в ряде образцов урановой руды и получил значения возраста от 410 до 2200 млн лет. Результат имел большое значение: он показал, что возраст Земли во много раз больше 20-40 млн лет, полученных десятью годами ранее Уильямом Томсоном на основании скорости остывания планеты.
Следующим шагом стала работа Артура Холмса, разработавшего более точные способы измерения концентрации урана и свинца. Они годились не только для урановых руд, но и для других минералов, в том числе циркона. В 1911 году Холмс опубликовал исследования ряда новых образцов по уточнённой постоянной распада урана. Поскольку тогда не было известно про образование части свинца в результате распада тория и даже про существование изотопов, оценки Болтвуда обычно были завышены на десятки процентов; значительные ошибки встречались и у Холмса. Однако датировки Холмса для девонских (около 370 млн лет) образцов из Норвегии отличались от современных не более чем на 5 %.
Дальнейшее развитие метода было связано с развитием масс-спектрометрии и открытием благодаря ей изотопов свинца и урана (уран-235 был открыт в 1935 году). В 1930-х — 1940-х годах Альфред Нир разработал приборы, способные достаточно точно измерить изотопный состав этих элементов. Первым используемым масс-спектрометрическим методом стала масс-спектрометрия с термической ионизацией. Позже в практику датировок вошли методы исследования микроскопических участков образцов: в конце 1970-х — масс-спектрометрия вторичных ионов (распространившаяся в 1990-х), а в начале 1990-х — масс-спектрометрия с индуктивно-связанной плазмой и лазерной абляцией. Лучшую для датировок модель масс-спектрометра вторичных ионов — SHRIMP — создал Уильям Компстон с коллегами из Австралийского национального университета в 1975—1980 годах. Это изобретение, уменьшив требуемую массу образца на 3 порядка и значительно ускорив измерения, положило начало новому этапу развития уран-свинцового датирования.
В 1955 году Джордж Тилтон применил для определения состава проб изотопное разбавление, открывшее путь к высокой точности измерений и к массовому использованию циркона, ставшего с тех времён основным применяемым минералом. В 1950-х — 1960-х стали широко доступными урановые и свинцовые изотопные метки для разбавления. В 1956 году Джордж Везерилл предложил ставшую общеупотребительной визуализацию метода — диаграмму конкордии, а Клэр Паттерсон определил свинец-свинцовым методом возраст Земли. В 1971 были опубликованы очень точные значения постоянных распада изотопов урана, используемые до сих пор. В 1973 Томас Крог предложил метод растворения циркона плавиковой кислотой в тефлоновых ёмкостях, на 3 порядка снизивший загрязнение проб свинцом. Это сильно увеличило точность датировок и количество занимающихся ими лабораторий. С 1950-х годов продолжалась разработка способов удаления повреждённых областей кристаллов циркона. В 1982 году Томас Крог предложил удачный механический, а в 2005 году Джеймс Маттинсон — химический способ, ставшие стандартными. Благодаря этим и другим изобретениям за время существования уран-свинцового метода требуемая масса образца уменьшилась на много порядков, а точность увеличилась на 1-2 порядка. Годовое количество публикаций, посвящённых уран-свинцовым датировкам, постоянно растёт и с 2000 по 2010 год увеличилось более чем втрое.

## Используемые минералы

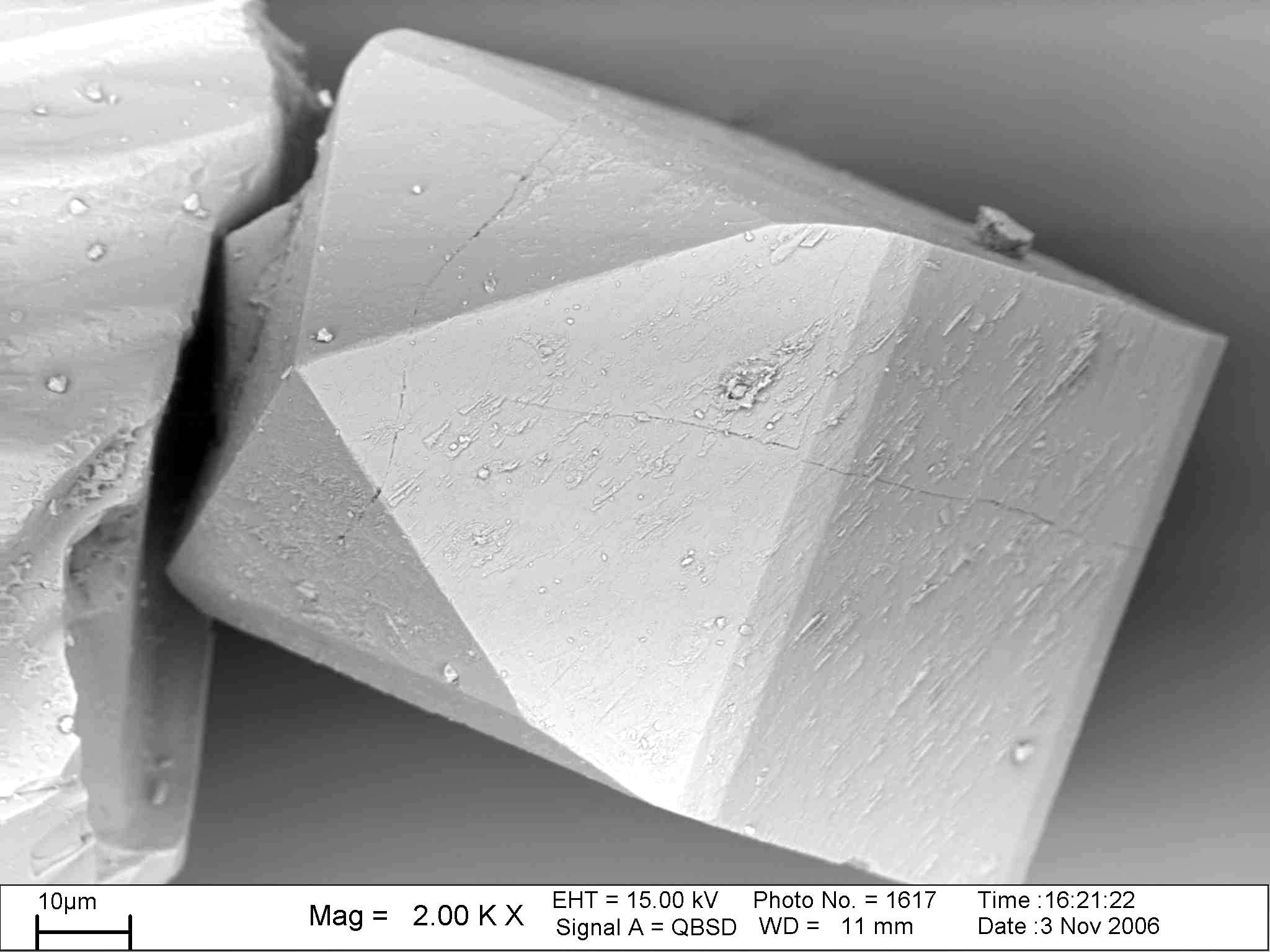
Кристалл циркона под растровым электронным микроскопом

Чаще всего для датировок уран-свинцовым методом используют циркон (ZrSiO4). Следующие по важности применяемые минералы — монацит, титанит и бадделеит. Кроме того, используют перовскит, апатит, алланит, рутил, ксенотим, уранинит, кальцит, арагонит, торит, пирохлор и прочие. Иногда метод применяют и к горным породам, состоящим из смеси разных минералов, а также к некристаллическому материалу — опалу.
Циркон имеет большую прочность, стойкость к химическим воздействиям и высокую температуру закрытия — более 950—1000°C (то есть при меньших температурах не обменивается свинцом с окружающей средой). Кроме того, важно, что он широко распространён в изверженных породах. В его кристаллическую решётку легко встраивается уран и намного труднее — свинец, поэтому весь свинец в составе циркона обычно можно считать образовавшимся после кристаллизации. Количество свинца иного происхождения можно рассчитать по количеству свинца-204, который не образуется при распаде изотопов урана.
Близкие свойства имеют бадделеит, монацит и титанит (последний, однако, набирает при кристаллизации больше свинца). Их температуры закрытия — >950°C, >750°C и 600—650°C соответственно. Бадделеит, а при невысоких температурах и монацит с титанитом менее склонны к потере свинца, чем циркон.
Уран-свинцовым методом датируют и ископаемые остатки организмов, содержащие карбонат кальция или апатит, хотя эти материалы подходят для него хуже. Есть, в частности, оценки возраста апатита из конодонтовых элементов и из зубов акул и динозавров. Датировка этого минерала осложнена низким изначальным соотношением концентраций U/Pb и другими причинами. Температура закрытия у него составляет 425—500°C. Зубы при жизни организма практически не содержат урана и тория и приобретают их только при фоссилизации; немало урана вбирают при фоссилизации и кости. Погрешность имеющихся на 2012 год датировок апатитовых окаменелостей составляет около 10 % или больше. В карбонатах изначальное отношение концентраций U/Pb, напротив, велико, но они более подвержены обмену веществ с окружающей средой (в частности, при характерном для них превращении арагонита в кальцит). По прогнозу 2015 года, уран-свинцовое датирование фосфатов и карбонатов в ближайшие годы будет интенсивно развиваться.

## Подготовка образцов
Разные кристаллы и даже области кристаллов из одного и того же геологического объекта могут иметь разную пригодность для датирования: они отличаются по степени повреждения радиацией и внешними факторами; кроме того, кристалл может состоять из древней сердцевины («унаследованного ядра»), на которую позже наросли новые слои. Поэтому необходим отбор пригодных образцов, их областей или фрагментов под микроскопом. Для этого применяется и оптическая, и электронная микроскопия.
К повреждению более склонны внешние области кристаллов циркона — в том числе и потому, что они обычно содержат больше урана. Эти области можно удалить механически или химически. Некоторое время стандартом была абразия кристаллов при их круговом движении в потоке воздуха в стальной камере (воздушная абразия, Томас Крог, 1982), а позже — их травление плавиковой и азотной кислотой с предварительным отжигом («химическая абразия», Джеймс Маттинсон, 2005). Отжиг нужен для ликвидации дефектов решётки, при наличии которых травление нарушает элементный и даже изотопный состав пробы. В отличие от абразии, травление удаляет повреждённые (метамиктизированные) области и в глубине кристалла, вокруг микротрещин. Эти способы обработки сильно повышают точность результатов.
Для исследований методом ID-TIMS подготовленные кристаллы растворяют в плавиковой или соляной кислоте в тефлоновых ёмкостях, добавив изотопную метку (см. ниже). Далее уран и свинец можно для повышения точности отделить от других элементов реакциями ионного обмена (примеси затрудняют ионизацию урана и свинца на нити накала спектрометра и, в случае близкой массы иона, трудноотделимы от них при измерениях), после чего пробу наносят на нить накала. Для исследований методами, основанными на облучении образцов, их заключают в эпоксидную смолу и заполировывают.

## Измерение концентраций изотопов

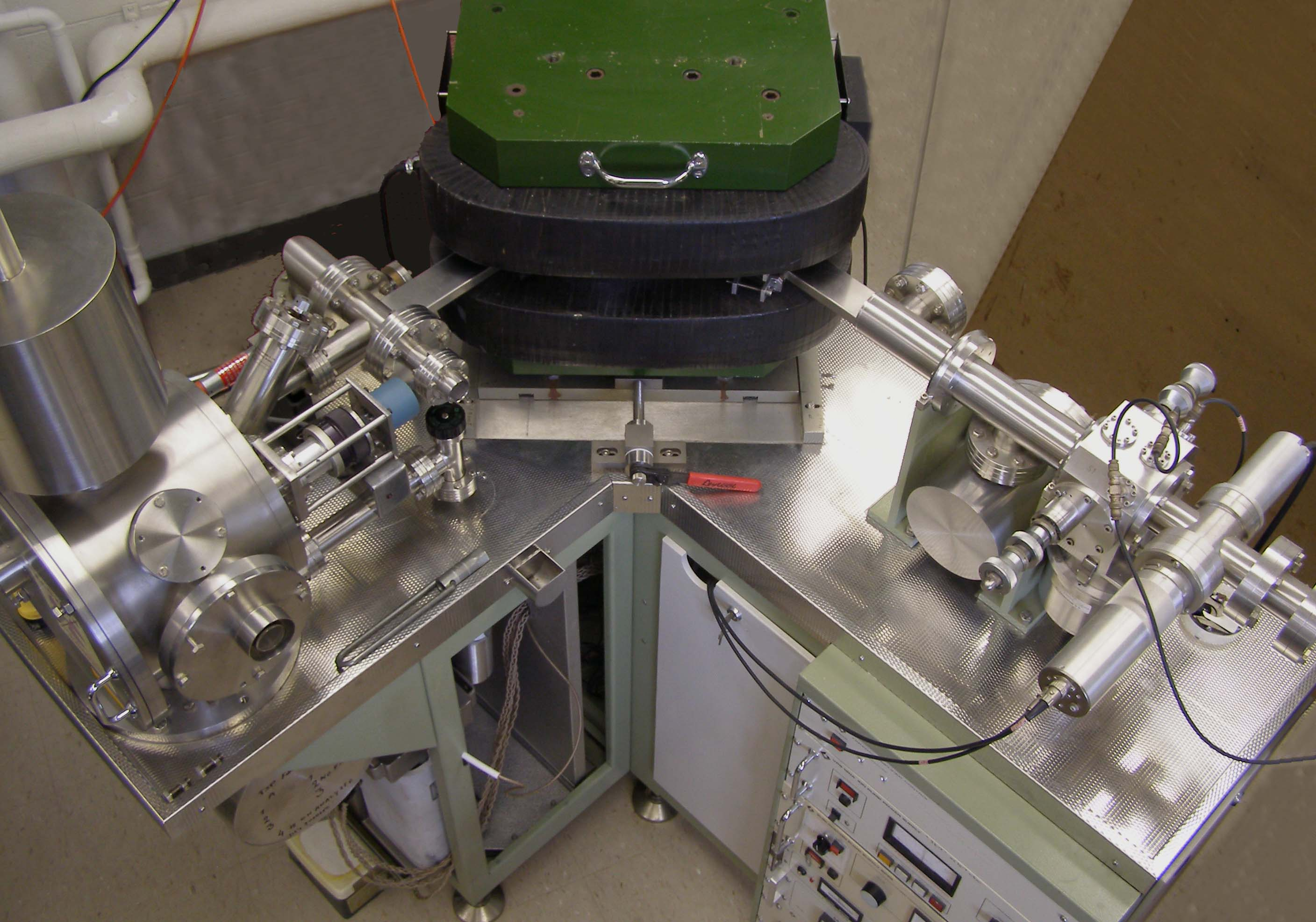
Масс-спектрометр с термической ионизацией

Самые точные измерения состава образцов даёт масс-спектрометрия с термической ионизацией (TIMS) в сочетании с травлением кристаллов (CA) и изотопным разбавлением пробы (ID) — CA-ID-TIMS.
Применение изотопного разбавления связано с надобностью точного измерения соотношения концентраций не только изотопов одного элемента (что на масс-спектрометрах делается легко), но и изотопов разных элементов. Для этого пробу смешивают с изотопной меткой (известным количеством тех же элементов с другим изотопным составом), после чего изначальный состав пробы можно рассчитать по измеренным соотношениям концентраций изотопов каждого элемента.
Следующие методы определения состава годятся для исследования отдельных микроскопических областей кристаллов. Они менее точны, но и менее трудоёмки, чем TIMS. Поскольку изотопное разбавление к ним не применимо, для точного измерения соотношения концентраций элементов они требуют калибровки по образцам известного состава.
- Масс-спектрометрия вторичных ионов (SIMS). Исследуются ионы, выбитые из полированной поверхности пробы тонким ионным пучком. Наилучшими из подобных спектрометров являются установки типа SHRIMP[англ.] («чувствительный ионный микрозонд высокого разрешения»), позволяющие уверенно отделить ионы свинца от молекулярных ионов близкой массы[5][4].

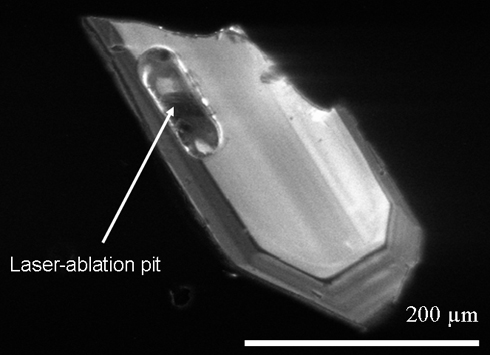
Кристалл циркона с лункой от лазерной абляции

- Масс-спектрометрия с индуктивно-связанной плазмой и лазерной абляцией (LA-ICP-MS). Исследуемые ионы испаряются из образца лазерным лучом. По сравнению с SIMS требует большего количества вещества для анализа, имеет несколько меньшее пространственное разрешение и трудности в измерении количества 204Pb, но быстрее, дешевле и имеет ряд других преимуществ; лучшие исследования достигают такой же точности, как SIMS[4][6].
- Рентгеноспектральный микроанализ. Анализируется рентгеновское излучение от пробы, облучаемой электронами (микроанализ с электронным зондом, EPMA; «химический метод изохрон», CHIME) или, реже, протонами (PIXE). Метод даёт элементный, но не изотопный, состав образца (отсюда название «химический») и поэтому имеет ограниченное применение. Чаще всего его используют для древних кристаллов монацита[Комм. 3][21][5], реже — для циркона, ксенотима, бадделеита и др.[35][4][38] Отличается исключительно хорошим (порядка 1 мкм) пространственным разрешением, позволяющим составить детальную карту значений возраста для образца размером в доли миллиметра, и не разрушает образец[35][1][38]. Вариант с протонным лучом имеет лучшее разрешение (1 мкм против 1-3 мкм)[36][35] и меньший порог обнаружения U, Th и Pb (<10 ppm против ~200 ppm), чем с электронным, но технически сложнее и дороже[36].

По усреднённым данным из самых цитируемых статей, погрешность (2σ) датировок по 206Pb/238U по состоянию на 2010 год составляла 0,2 % для ID-TIMS и около 3 % для SIMS и LA-ICP-MS. В некоторых лабораториях обычная точность датировок отдельных зёрен циркона (по состоянию на 2015 год) может достигать 0,05 % для ID-TIMS и 0,5 % для SIMS и LA-ICP-MS.
Расходуемая масса образца, по усреднённым данным из самых цитируемых статей за 2010 год, составляла около 10−5 г для ID-TIMS и около 5·10−9 г для SIMS (исследования по методам SIMS и LA-ICP-MS расходуют область пробы диаметром в десятки мкм и глубиной 1-2 мкм (SIMS) или десятки мкм (LA-ICP-MS); EPMA и PIXE могут работать по области на порядок меньшего диаметра и не разрушают её). Время анализа, по тем же данным, составляет несколько часов для ID-TIMS, около получаса для SIMS и ≤2 минуты для LA-ICP-MS. При исследовании методом EPMA на одну точку образца уходят секунды или десятки секунд, а на построение карты возраста размером 200×200 пикселей — обычно до 30 часов.

## Методика учёта потерь свинца

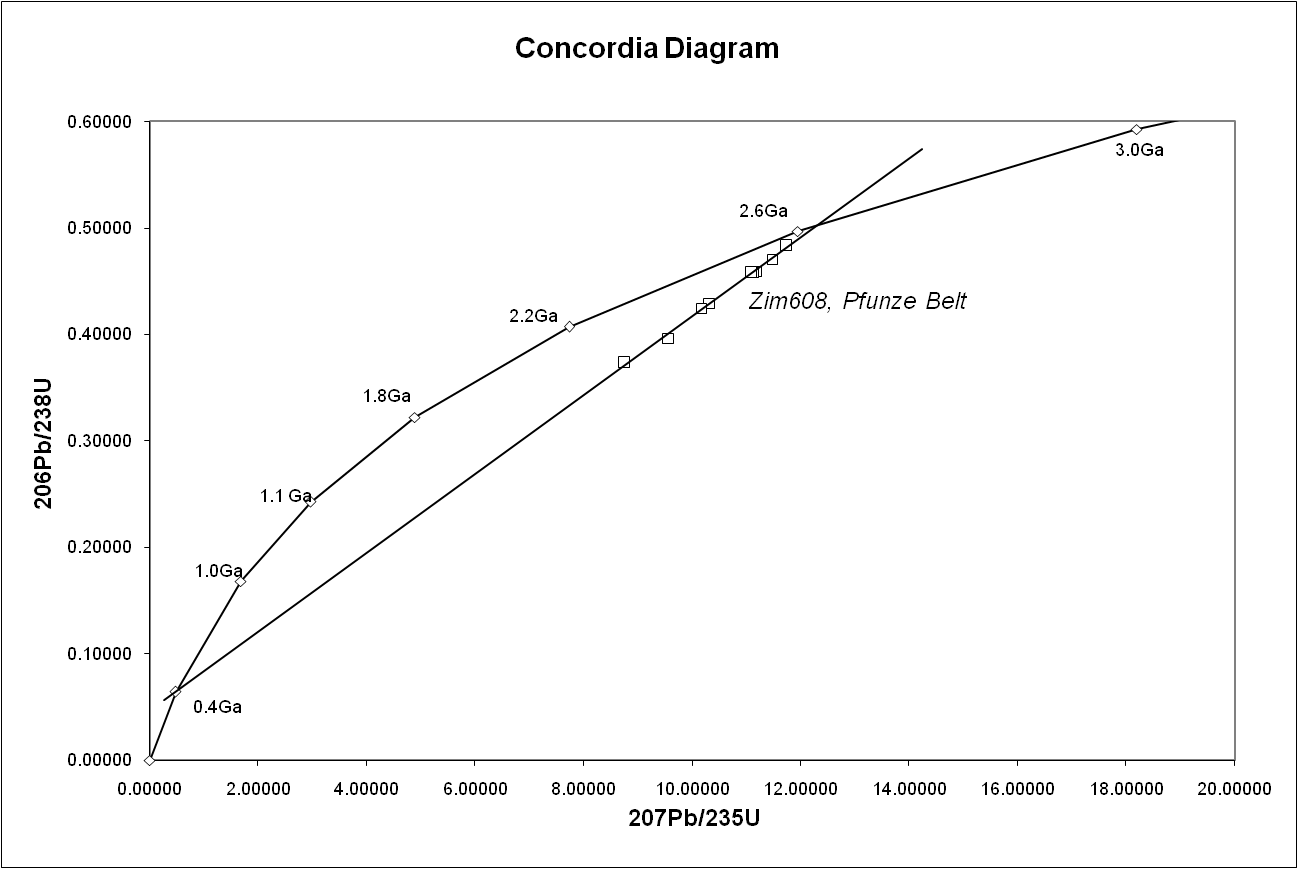
Изогнутая линия — конкордия, на ней около круглых точек отмечены соотв. значения возраста. Квадратные точки — результаты измерений. Проведённая через них прямая (дискордия) пересекает конкордию в точке, показывающей возраст объекта (здесь около 2,6 млрд лет). По данным для циркона из архейских пород Зимбабве.

Использование двух изотопов урана даёт возможность определить возраст объекта даже в случае потери им некоторой части свинца. Поскольку 235U распадается быстрее, чем 238U, отношение {\displaystyle {^{\text{207}}\,\!{\text{Pb}}} \over {^{\text{235}}\,\!{\text{U}}}} растёт быстрее, чем {\displaystyle {^{\text{206}}\,\!{\text{Pb}}} \over {^{\text{238}}\,\!{\text{U}}}}. Для образцов, в истории которых не было потери или привноса рассматриваемых изотопов, оба этих соотношения растут с возрастом строго определённым образом. Поэтому на графике, вдоль осей которого отложены эти величины, точки, соответствующие таким образцам, могут лежать только на одной определённой линии. Эта линия известна как конкордия или кривая согласованных значений абсолютного возраста, попадающие на неё точки — как конкордантные, а не попадающие — как дискордантные. По мере старения образца точка движется вдоль неё. Таким образом, каждой точке конкордии соответствует определённый возраст образца. Нулевому возрасту соответствует начало координат (0,0).
Если образец теряет свинец, то процент потерь в первом приближении одинаков для всех его изотопов. Поэтому точка, соответствующая образцу, сдвигается с конкордии в направлении точки (0,0). Величина сдвига пропорциональна количеству потерянного свинца. Если взять несколько образцов одного возраста, которые отличаются величиной этих потерь, соответствующие точки будут лежать на прямой, пересекающей конкордию и указывающей примерно на начало координат. Эта прямая известна как дискордия; она является изохроной (то есть все её точки соответствуют одному возрасту). Верхняя точка пересечения конкордии с этой прямой и показывает возраст объекта.
Вторая (нижняя) точка пересечения в идеальном случае соответствует возрасту события метаморфизма, которое привело к потере свинца. Если оно произошло недавно, эта точка находится в начале координат; по мере старения образца она движется в сторону большего возраста. Но если потеря свинца была не одномоментной, а растянутой на время, сравнимое с возрастом образца, дискордия перестаёт быть прямой линией. Тогда положение нижней точки пересечения аппроксимирующей её прямой с конкордией ни о чём не говорит. Постепенная утечка свинца — нередкое явление, поскольку она сильно облегчена в местах радиационного повреждения кристаллов. Поэтому интерпретация положения этой точки неоднозначна; существует мнение, что её нужно рассматривать как показатель возраста возможного события метаморфизма только тогда, когда есть какие-либо геологические признаки такого события.
Положение верхней точки пересечения не зависит от того, одномоментной или постепенной была потеря свинца; эта точка показывает возраст объекта в обоих случаях.
Приобретение образцом урана сдвигает точки на диаграмме аналогично потере свинца, а потеря урана, как и приобретение свинца, — в противоположную сторону («обратная дискордантность», англ. reverse discordance). В случае потери урана положение точек пересечения конкордии и дискордии можно интерпретировать аналогично вышеописанному. Однако циркон склонен именно к потере свинца (атомы которого хуже встраиваются в его кристаллическую решётку, причём расположены в местах её радиационного повреждения), и из упомянутых ситуаций она встречается чаще всего. Обратная дискордантность, иногда наблюдающаяся в некоторых участках кристаллов циркона, может объясняться миграцией свинца в пределах кристалла; в некоторых минералах она встречается чаще и может иметь и другие причины. Приобретение свинца делает образцы непригодными для определения возраста, так как изотопный состав этого свинца может быть разным. Впрочем, встречается оно редко.

## Проблема точности постоянных распада
В уран-свинцовом датировании приняты значения постоянных распада изотопов урана, опубликованные ещё в 1971 году и в 1977 году рекомендованные Подкомиссией по геохронологии Международного союза геологических наук. Их погрешность (2σ) равна 0,11 % для урана-238 и 0,14 % для урана-235. Она меньше, чем у всех остальных изотопов, используемых для датировок, но с развитием метода стала главной помехой для роста точности результатов (погрешность от остальных источников ошибок нередко оказывается меньшей 0,1 %).
Сравнение данных, полученных по разным изотопам урана, показало, что в принятых значениях этих постоянных есть некоторая несогласованность, которую можно объяснить заниженным на 0,09 % (хотя и не выходящим за пределы указанной погрешности) значением постоянной распада урана-235. Коррекция этого значения может несколько повысить точность датировки, но дальнейшее уточнение требует новых измерений упомянутых постоянных, и эти измерения являются насущной задачей. Кроме того, современные исследования показывают, что среднее для земных пород соотношение концентраций изотопов урана {\displaystyle ^{238}\mathrm {U} /^{235}\mathrm {U} }, важное для свинец-свинцовых датировок, немного меньше принятого значения 137,88 и составляет около 137,82, причём в разных образцах оно отличается на сотые и даже десятые доли процента.